# Rismjölbagge
Rismjölbagge (Tribolium confusum) är en skalbaggsart som beskrevs av Jaquelin Du Val 1868. Rismjölbagge ingår i släktet Tribolium och familjen svartbaggar. Arten är reproducerande i Sverige. Inga underarter finns listade i Catalogue of Life.